# Straßburg (Carintia)
Straßburg este un oraș în districtul Sankt Veit an der Glan, Carintia, Austria.